# Exteriors
Exteriors é um filme da Noruega do gênero drama, lançado em 2011.

## Sinopse
O filme apresenta duas meninas, Pearl e Skye, ambas atrizes estrangeiras lutando para conseguir um papel numa série em Los Angeles. Suas histórias são muito semelhantes: ambas estão competindo pela mesma peça, estão vivendo com amigos e estão envolvidas em relacionamentos destrutivos.

## Elenco
| Ator           | Papel |
| -------------- | ----- |
| Joshua Bowman  | Adam  |
| Ruta Gedmintas | Pearl |
| Mariel Gomsrud | Twin  |
| Allan Hyde     | Allan |
| Gitte Witt     | Skye  |
| Mark Wystrach  | Mike  |

## Premiações
- Allan Hyde nomeado para Melhor Filme de Estreia no Raindance Film Festival[1]